# Glaresis koenigsbaueri
Glaresis koenigsbaueri är en skalbaggsart som beskrevs av Rudolph Petrovitz 1968. Glaresis koenigsbaueri ingår i släktet Glaresis och familjen Glaresidae. Inga underarter finns listade i Catalogue of Life.